# Дорогостайский, Пётр
Пётр Дорогостайский  (1569—1611) — государственный деятель Великого княжества Литовского, каштелян минский (1597—1600), воевода мстиславский (1600—1605) и смоленский (1605—1611).

## Биография
Представитель магнатского рода Дорогостайских герба «Лелива». Сын воеводы полоцкого Николая Дорогостайского (ок. 1530—1597) и Анны Войны, младший брат маршалка великого литовского Кшиштофа Николая Дорогостайского (1652—1615).
По вероисповеданию — кальвинист.
25 октября 1597 года Пётр Дорогостайский получил должность каштеляна минского, в начале 1600 года стал воеводой мстиславским. 16 февраля 1605 года П. Дорогостайский получил от польского короля титул воеводы смоленского.
Был женат на Барбаре Шемет, от брака с которой имел сына Войцеха (ум. 1613) и четырех дочерей (Дорота, Катаржина, Раина и Барбара).